# Whirinaki
Whirinaki – miasto w Nowej Zelandii, na Wyspie Północnej, w regionie Northland.